# Merenre
Merenre (Meri-en-Re, auch Merenre I., Nemtiemsaef I. oder Antiemsaef I.) war der vierte König (Pharao) der altägyptischen 6. Dynastie im Alten Reich. Er regierte etwa innerhalb des Zeitraums von 2250 bis 2245 v. Chr. Er folgte seinem Vater Pepi I. auf den Thron und regierte wohl nur wenige Jahre. Felsinschriften und Schriftzeugnisse aus den Gräbern hoher Beamter stellen wichtige Quellen zu seiner Herrschaft dar. Aus ihnen lässt sich einerseits eine Fortsetzung der immer stärker werdenden Dezentralisierung der Landesverwaltung im späten Alten Reich feststellen. Einen weiteren Schwerpunkt seiner Regierungszeit bildeten intensive Kontakte nach Nubien, wobei besonders die Steinbruch-Expeditionen des Weni und die Handels- und Entdeckungsreisen des Harchuf eine herausragende Stellung einnehmen, die in den Autobiografien der beiden Beamten ausführlich beschrieben werden. Das wichtigste Bauprojekt Merenres stellt seine Pyramidenanlage im Süden von Sakkara dar, die allerdings unvollendet blieb. In der Grabkammer der Pyramide wurde im 19. Jahrhundert eine relativ gut erhaltene Mumie gefunden, bei der aber unklar ist, ob es sich tatsächlich um den Leichnam Merenres handelt oder um eine Nachbestattung aus der 18. Dynastie.

## Name und Nummerierung
Der König trug den Eigennamen Nemtiemsaef bzw. in anderer Lesart Antiemsaef („(Der Gott) Nemti (bzw. Anti) ist sein Schutz“) und den Thronnamen Merenre („Der von Re geliebt wird“). Er wird in der Fachliteratur überwiegend unter seinem Thronnamen geführt, gelegentlich aber auch unter seinem Eigennamen oder unter der von Manetho überlieferten gräzisierten Namensform Menthesuphis.
Häufig erhält er die Nummerierung Merenre I./Nemtiemsaef I., um ihn von Nemtiemsaef II. zu unterscheiden. Dies ist allerdings nur für den Eigennamen korrekt, da es keine zeitgenössischen Hinweise gibt, dass Nemtiemsaef II. ebenfalls den Thronnamen Merenre trug und es sich bei der Namensnennung in der unter Sethos I. entstandenen Königsliste von Abydos wohl um den Kopierfehler eines Schreibers handelt.

## Herkunft und Familie
Merenre war ein Sohn von Pharao Pepi I. und dessen Gemahlin Anchenespepi I. (auch Anchenesmerire I. genannt). Halbbrüder waren sein Thronnachfolger Pepi II., Tetianch und Hornetjerichet, eine Halbschwester war Neith, eine spätere Gemahlin von Pepi II. Merenres einzige bekannte Gemahlin ist Anchenespepi II. (Anchenesmerire II.), die Schwester seiner Mutter und Witwe seines Vaters Pepi I. Das einzige bekannte Kind Merenres ist eine Tochter namens Anchenespepi III., eine weitere spätere Gemahlin seines Halbbruders Pepi II.

## Herrschaft

### Regierungsdauer
Obwohl Merenres Regierung nicht sehr lang gewesen sein kann, so herrscht doch über ihre genaue Dauer große Unsicherheit. Im Königspapyrus Turin aus dem Neuen Reich ist die Jahreszahl seines Eintrags sehr schlecht erhalten. Eindeutig zu erkennen sind nur vier Striche, die als „4“ zu lesen sind. Vor ihnen stehen noch mehrere Zeichen, die von unterschiedlichen Forschern als „10“, „40“ oder als Wortzeichen für „Monat“ gelesen wurden. Es ergeben sich also drei mögliche Lesungen: 44 Jahre, 14 Jahre und x Jahre und 4 Monate. Während die erste Möglichkeit einhellig als unrealistisch angesehen wird, werden die beiden anderen durchaus kontrovers diskutiert. Wolfgang Helck schlug eine Lesung als „[6] Jahre und 4 Monate“ vor, was zu den Angaben des im 3. Jahrhundert v. Chr. lebenden ägyptischen Priesters Manetho passt, der für Merenre 7 Regierungsjahre angibt. Die zeitgenössischen Datumsangaben bringen hier keine Klarheit, da insgesamt nur vier erhalten sind. Die höchste Datumsangabe ist ein „Jahr nach dem 5. Mal der Zählung“. Hiermit ist die ursprünglich als Horusgeleit eingeführte landesweite Zählung des Viehs zum Zwecke der Steuererhebung gemeint. Diese Zählung fand ursprünglich alle zwei Jahre statt (das heißt auf ein „x-tes Jahr der Zählung“ folgte ein „Jahr nach dem x-ten Mal der Zählung“), später aber zum Teil auch jährlich (auf ein „x-tes Jahr der Zählung“ folgte das „y-te Jahr der Zählung“). Da insgesamt aus Merenres Regierung Angaben für zwei Jahre der Zählung und die darauf folgenden Jahre nach der Zählung vorliegen, ergibt sich daher eine minimale belegte Regierungsdauer von 7 Jahren und eine maximale von 11 oder 12 Jahren. Trotz dieser Unsicherheiten tendiert die Mehrzahl der Forscher zu einer kurzen Regierungszeit. So wird der Vorschlag Helcks etwa von Thomas Schneider oder Jürgen von Beckerath akzeptiert. Die Möglichkeit einer 14-jährigen Regierung wird hingegen von William Stevenson Smith vertreten, der dafür allerdings einige problematische Zusatzannahmen machen muss: Da Pepi II. bereits als Kind den Thron bestieg, hätte Merenre mehrere Jahre gemeinsam mit seinem Vater Pepi I. regieren müssen. Dadurch würde zunächst Anchenespepi I. als Merenres Mutter ausscheiden. Zum anderen ist eine solche Ko-Regentschaft, die zwar in der 12. Dynastie recht üblich war, für das Alte Reich völlig unbelegt. Smith führt hierfür lediglich einen goldenen Anhänger an, auf dem die Namen von Pepi I. und Merenre gemeinsam erscheinen.

### Landesverwaltung
Über das genaue Ausmaß der unter Merenre eingeleiteten Reformen der Landesverwaltung liegen nur wenige Quellen vor. Feststellbar ist aber, dass sich der bereits länger anhaltende Trend zur Dezentralisierung Ägyptens weiter fortsetzte. Dies wird dadurch deutlich, dass die Gaufürsten und die Vorsteher von Oberägypten nicht mehr in Memphis residierten, sondern in den Provinzen und sich letztere auch erstmals dort bestatten ließen. Ferner wurden in der königlichen Residenz neue Institutionen eingerichtet, die speziell für die Verwaltung Oberägyptens zuständig waren.

### Beziehungen zu Nubien

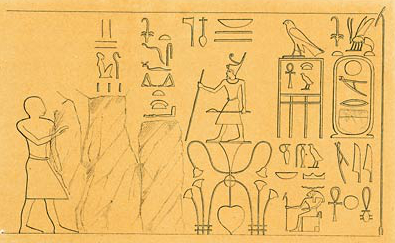
Felsinschrift zwischen Assuan und Philae, die König Merenre I. zeigt, der die Unterwerfung der unternubischen Fürsten entgegennimmt

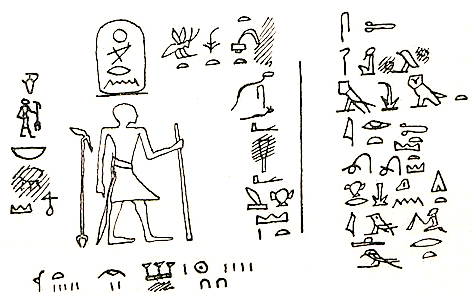
Eine weitere Felsinschrift bei Assuan aus Merenres 5. Jahr der Zählung, die die Unterwerfung der unternubischen Fürsten zeigt

Während Merenres Regierungszeit rückte Nubien in den Mittelpunkt der außenpolitischen Interessen Ägyptens. Hiervon zeugen zum einen zwei Felsinschriften bei Assuan, welche den König zeigen, der die Unterwerfung der unternubischen Fürsten entgegennimmt. Die erste befindet sich am alten Weg zwischen Assuan und Philae. Sie ist nicht datiert, stellt den König aber auf einem Vereinigungszeichen stehend dar, was auf sein erstes Regierungsjahr hindeuten könnte. Die zweite Inschrift befindet sich gegenüber der Insel el-Hesseh und datiert in Merenres 5. Jahr der Zählung. Eine weitere königliche Inschrift befindet sich in Tômas in Unternubien.
Weitere wichtige Zeugnisse sind die autobiografischen Inschriften zweier hoher Beamter. Bei dem ersten handelt es sich um den in Abydos bestatteten Weni. Er diente bereits unter Pepi I. und führte zu dieser Zeit fünf Mal mittels in Nubien rekrutierter Soldaten Krieg gegen Beduinen auf der Sinai-Halbinsel. Unter Merenre wurde er zum „Vorsteher von Oberägypten“ ernannt und führte im bereits fortgeschrittenen Alter zwei Expeditionen in nubische Steinbrüche durch. Die erste führte ihn nach Ibhat, von wo er den Sarkophag und das Pyramidion für die Pyramide des Königs mitbrachte und in die Granit-Steinbrüche von Elephantine, wo er unter anderem eine Scheintür und eine Opfertafel anfertigen ließ. Die zweite Expedition führte ihn an einen nicht näher bezeichneten Ort in Nubien. Von dort brachte er erneut Baumaterial für die königliche Pyramide. Um die Stromschnellen am ersten Nilkatarakt zu umgehen, ließ Weni fünf Kanäle ausheben und von einheimischen Nubiern Transportschiffe bauen.
Ein weiterer wichtiger Beamter war Harchuf, der nach Weni ebenfalls zum „Vorsteher von Oberägypten“ aufstieg. Wie aus der Autobiografie in seinem Grab auf der Qubbet el-Hawa bei Assuan hervorgeht, unternahm er unter Merenre insgesamt drei Expeditionen, die ihn tief nach Nubien und in die libysche Wüste führten, um die dortigen Länder zu erkunden und Handel zu treiben. Die erste Reise führte Harchuf noch gemeinsam mit seinem Vater Iri durch. Sie dauerte sieben Monate und führte in das bislang nicht sicher lokalisierte Land Jam. Weitere Einzelheiten sind nicht überliefert. Die zweite, von Harchuf allein geleitete Reise dauerte acht Monate und führte ihn durch mehrere nubische Länder. Die dritte Reise wird am ausführlichsten beschrieben und fand unter schwierigen Bedingungen statt. Harchuf traf den Herrscher von Jam, während dieser einen Kriegszug gegen Libyer unternahm. Nach einem Tauschhandel stellte ihm der Herrscher von Jam Soldaten zur Verfügung, die Harchuf benötigte, um auf dem Rückweg die Länder Irtjet und Satju sicher passieren zu können, deren Herrscher in der Zwischenzeit auch das Nachbarland Wawat erobert hatte.

### Weitere Ereignisse
Neben den Nubien-Expeditionen sind nur wenige Ereignisse aus Merenres Regierungszeit bekannt. Weni erwähnt in seiner Autobiografie noch eine weitere Expedition, die ihn in die Alabaster-Steinbrüche von Hatnub in Mittelägypten führte, wo er eine Opfertafel anfertigen ließ. Eine andere von Merenre beauftragte Steinbruch-Expedition ist im Wadi Hammamat bezeugt. In Gizeh wurden im Totentempel der Mykerinos-Pyramide die Bruchstücke eines Dekrets gefunden, das die dortige Priesterschaft begünstigte.

## Bautätigkeit

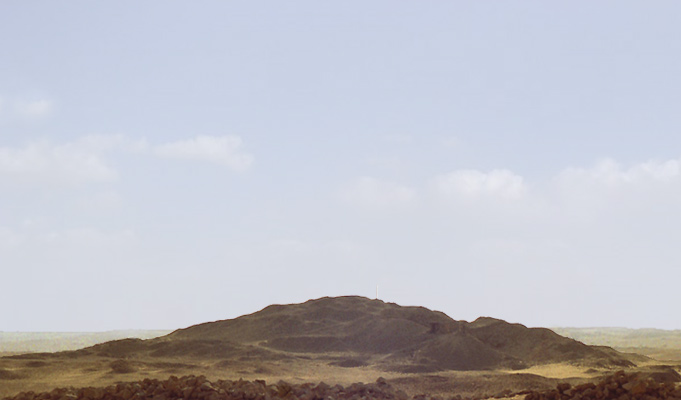
Die Ruine der Merenre-Pyramide

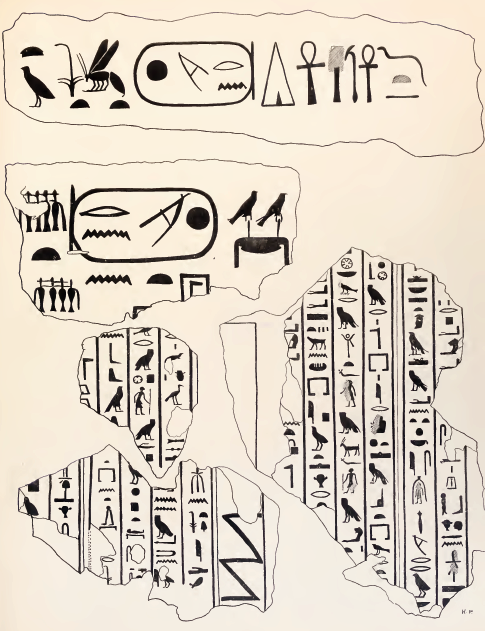
Fragmente privater Stelen mit dem Namen Merenres aus dem Osiris-Tempel bei Abydos

### Die Merenre-Pyramide in Sakkara
Das einzige aus Merenres Regierungszeit mit Sicherheit bekannte größere Bauprojekt stellt seine Pyramidenanlage in Sakkara-Süd dar. Das 1881 erstmals genauer untersuchte Bauwerk blieb unvollendet und befindet sich aufgrund von Steinraub in späterer Zeit heute in einem sehr schlechten Zustand. Als Standort für seine Grabanlage wählte Merenre einen Platz südwestlich der Grabanlage seines Vaters und westlich der Djedkare-Pyramide vom Ende der 5. Dynastie. Architektonisch folgt die Pyramide einem seit Djedkare etablierten Standardprogramm und ist somit weitgehend identisch mit den anderen Pyramiden der späten 5. und der 6. Dynastie. Sie hat eine Kantenlänge von 78,60 m und eine geplante Höhe von 52,40 m. An der Nordseite führt von einer Kapelle aus ein Gang schräg nach unten, der zunächst in einer Kammer mündet. Von dort aus führt ein waagerechter, mit Fallsteinen versperrter Gang weiter zur Vorkammer, die sich unter dem Zentrum der Pyramide befindet. Von hier zweigen östlich ein Magazinraum und westlich die Grabkammer ab. Vor- und Grabkammer besitzen ein Giebeldach, das mit Sternen bemalt ist. Auch die Wände der Gänge und Kammern sind verziert, unter anderem mit Pyramidentexten. In der Grabkammer wurden neben dem Sarkophag, der noch eine Mumie enthielt (siehe unten), noch ein Kanopenkasten und bescheidene Reste der Grabausstattung gefunden. Auch der Pyramidenkomplex blieb unvollendet. John Shae Perring stellte bereits in den 1830er Jahren eine Umfassungsmauer aus Lehmziegeln und einen Aufweg fest, der einen Knick macht, um die Djedkare-Pyramide zu umgehen und eine vermutliche Hafenanlage im Wadi Tafla mit dem Totentempel verbindet. Von letzterem sind nur noch das Pflaster aus Kalkstein und einige Mauerreste erhalten. Da Reliefs zum Teil nur als Vorzeichnungen vorhanden sind, scheinen die Arbeiten am Tempel nach dem frühen Tod Merenres vorzeitig abgebrochen worden zu sein.

### Weitere mögliche Bauprojekte
Daneben gibt es noch Hinweise, dass Merenre Arbeiten am Osiris-Tempel in Kom el-Sultan bei Abydos vornehmen ließ. Hiervon zeugen allerdings nur Fragmente mehrerer Privat-Stelen, die im Fundament des in der 12. Dynastie völlig erneuerten Tempels gefunden wurden. Art und Umfang der Arbeiten zur Regierungszeit Merenres lassen sich hieraus nicht ablesen. Auch auf Elefantine ist Merenre bezeugt, allerdings nur durch einen Naos.

## Mögliche Mumie des Merenre

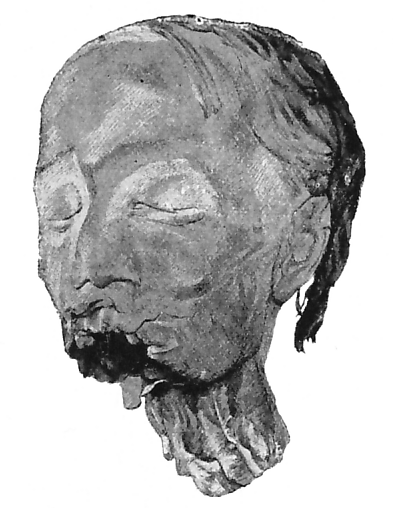
Kopf einer Mumie, die in der Pyramide des Merenre gefunden wurde

Die Brüder Emil und Heinrich Brugsch fanden im Januar 1881 in der Sarkophagkammer der Merenre-Pyramide die 1,66 m große Mumie eines offenbar jung verstorbenen Mannes, der noch die Jugendlocke trug. Sie lag allerdings nicht im Sarkophag, sondern daneben. Der Zustand der Mumie war schlecht, da sie bereits von Grabräubern beschädigt worden war, welche die Mumienbinden teilweise abgerissen hatten. Emil und Heinrich Brugsch entschlossen sich kurzfristig, die Mumie nach Kairo zu transportieren, um sie dem im Sterben liegenden Auguste Mariette zu zeigen. Auf dem Transport erlitt die Mumie jedoch weitere schwere Schäden. Ein Schienenschaden verhinderte, dass die Mumie mit der Eisenbahn bis nach Kairo gebracht werden konnte. So trugen die Brugschs sie die verbleibende Strecke zu Fuß. Nachdem der Holzsarkophag zu schwer wurde, nahmen sie die Mumie heraus, wobei sie in zwei Teile zerbrach. Die Mumie gelangte schließlich ins Ägyptische Museum, damals noch in Bulaq, später an seinen heutigen Standort in Kairo. Seit 2006 ist sie im Imhotep-Museum in Sakkara ausgestellt. Skelettreste von Schlüsselbein, Halswirbeln und einer Rippe wurden von Emil Brugsch dem Ägyptischen Museum in Berlin zum Geschenk gemacht (Inv.-Nr. 8059). Sie gingen jedoch während der Auslagerung im Zweiten Weltkrieg verloren, ohne dass jemals eine Untersuchung stattgefunden hat.
Auch die in Ägypten verbliebenen Mumienteile wurden bisher nicht eingehend untersucht. Die Identität des Toten ist deshalb nicht eindeutig geklärt. Während Emil und Heinrich Brugsch sowie Gaston Maspero noch davon ausgingen, dass es sich um die sterblichen Überreste von König Merenre handelt, äußerte bereits Anfang des 20. Jahrhunderts Grafton Elliot Smith Zweifel hieran. Aufgrund der Bandagierungstechnik ging er von einer Nachbestattung aus der 18. Dynastie aus. In der aktuellen Forschung wird der Fund unterschiedlich bewertet. Während sich etwa Renate Germer dem Urteil Smiths anschließt, wurde sie von Dennis Forbes noch 1997 als Mumie des Merenre angesehen. Andere Forscher wie Mark Lehner und Rainer Stadelmann halten nur eine genaue Untersuchung der Mumie für geeignet, die Identitätsfrage zu klären.

## Statuen

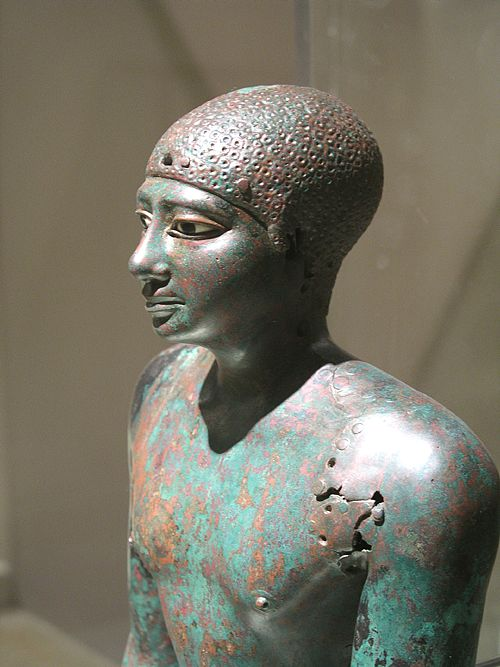
Kupferstatue aus Hierakonpolis, die als Bildnis Merenres angesehen wurde, aber wohl eher Pepi I. darstellt

Die bislang einzigen bekannten rundplastischen Abbilder, die sich sicher Merenre zuordnen lassen, sind zwei kleine Sphingen von unbekannter Herkunft. Die erste befindet sich heute im National Museum of Scotland in Edinburgh (Inv.-Nr. 1984.405). Das Stück besteht aus Schiefer und misst lediglich 5,7 cm × 1,8 cm × 3,2 cm. Der König trägt einen Zeremonialbart und ein Nemes-Kopftuch mit einer Uräusschlange auf der Stirn. Statt in Löwenpranken laufen die Vorderbeine in menschliche Hände aus, in denen Merenre zwei kugelige Töpfe darbietend vor sich hält. Auf der Unterseite der Standplatte der Sphinx ist der Name Merenres vermerkt.
Die zweite Sphinx befindet sich im Puschkin-Museum in Moskau (Inv.-Nr. I.1.a.4951). Sie besteht nach einander widersprechenden Angaben entweder aus rotem Stein oder aus Schiefer.
Zweifelhaft hingegen ist die Zuordnung einer Statue, die Ende des 19. Jahrhunderts von James Edward Quibell in Hierakonpolis entdeckt wurde. Die Standfigur besteht aus getriebenem Kupfer und hat eine Höhe von 65 cm. Sie befand sich im Inneren einer größeren Kupferstatue, die durch eine Inschrift Pepi I. zugeordnet ist. Da die kleinere Statue keine Inschrift aufweist, gibt es unterschiedliche Ansichten, wen sie repräsentiert. Eine Hypothese geht davon aus, dass sie Merenre darstellt, der bei den Feierlichkeiten zum Sedfest Pepis I. zum Thronfolger ernannt wurde. Nach einer anderen Hypothese handelt es sich um eine verjüngte Darstellung von Pepi I.

## Sonstige Funde
Von unbekannter Herkunft ist ein kleines Schminkgefäß, das sich heute im Metropolitan Museum of Art in New York befindet (Inv.-Nr. 30.8.134). Es besteht aus Alabaster und hat eine Höhe von 18,5 cm. Das Gefäß diente der Aufbewahrung von Salbölen und hat die Form eines hockenden Affenweibchens, das ein Junges vor seiner Brust hält. An der rechten Seite ist der Name Merenres angebracht. Zwei ganz ähnliche Stücke stammen aus der Regierungszeit seines Vaters Pepi I.
Möglicherweise aus Theben stammt ein im Louvre in Paris aufbewahrtes Kästchen (Inv.-Nr. N 794). Es besteht aus Nilpferd-Elfenbein und trägt auf dem Deckel und auf einer Schmalseite Namen und Titulatur des Königs. Bei dem Stück könnte es sich um eine Grabbeigabe eines in Theben bestatteten Würdenträgers handeln.
Das Archäologische Nationalmuseum in Florenz beherbergt eine Vase aus Alabaster (Inv.-Nr. 3252), die den Namenszug des Merenre trägt. Ein ganz ähnliches Stück stammt aus Elephantine und befindet sich heute im Ägyptischen Museum in Kairo (Inv.-Nr. CG 18694).

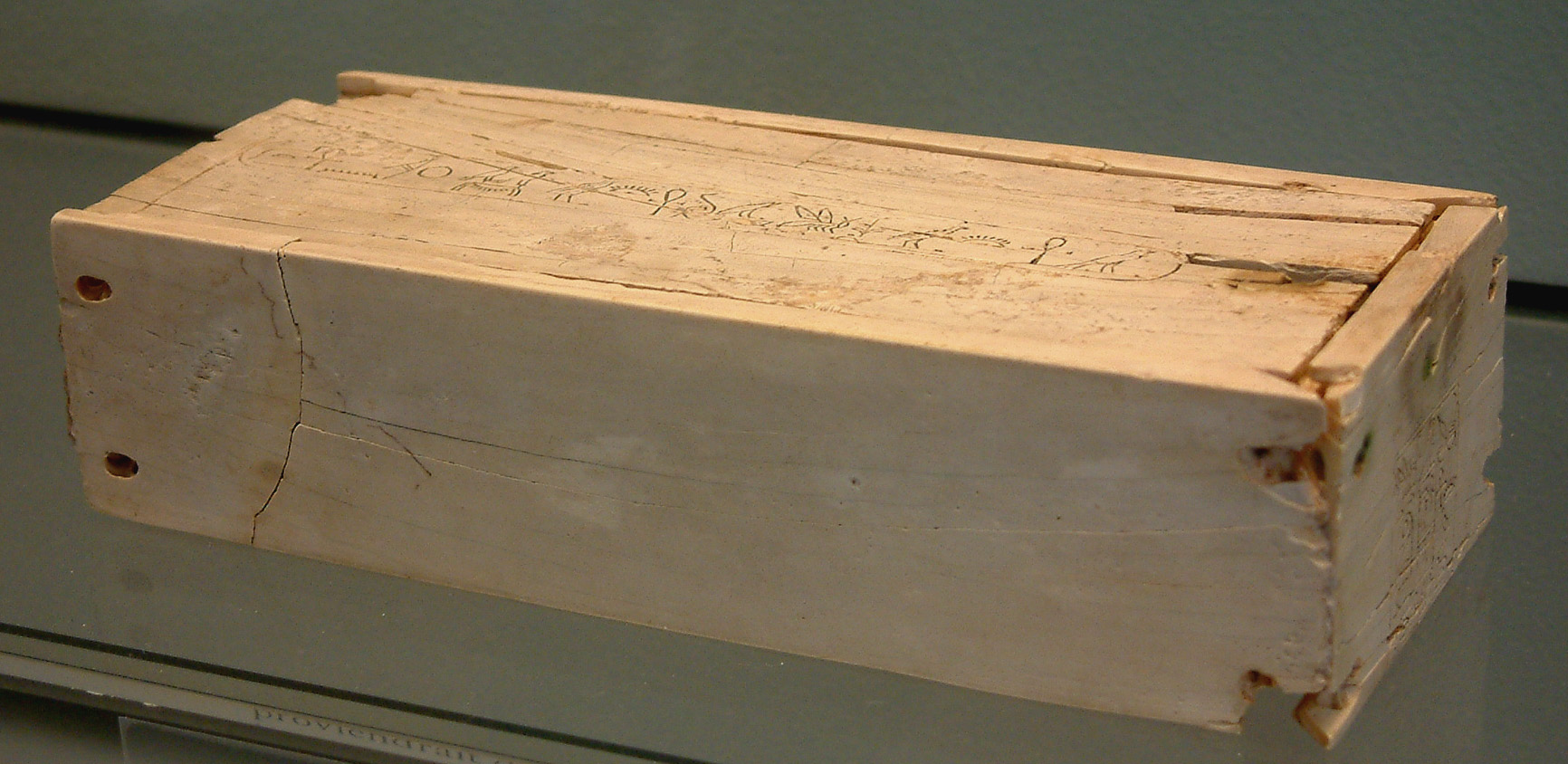
Elfenbeinkästchen, Paris
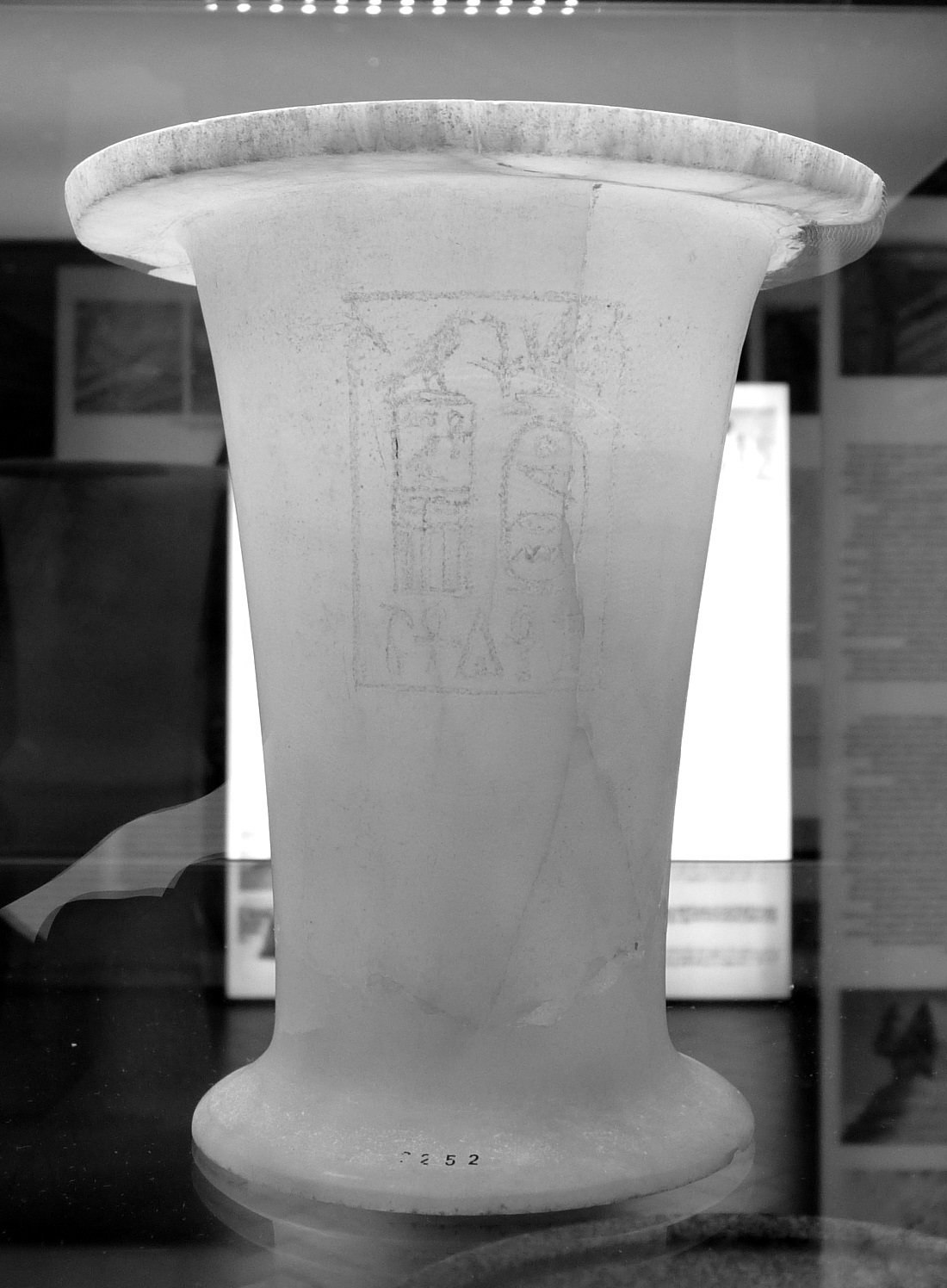
Alabastervase, Florenz

## Merenre im Gedächtnis des Alten Ägypten

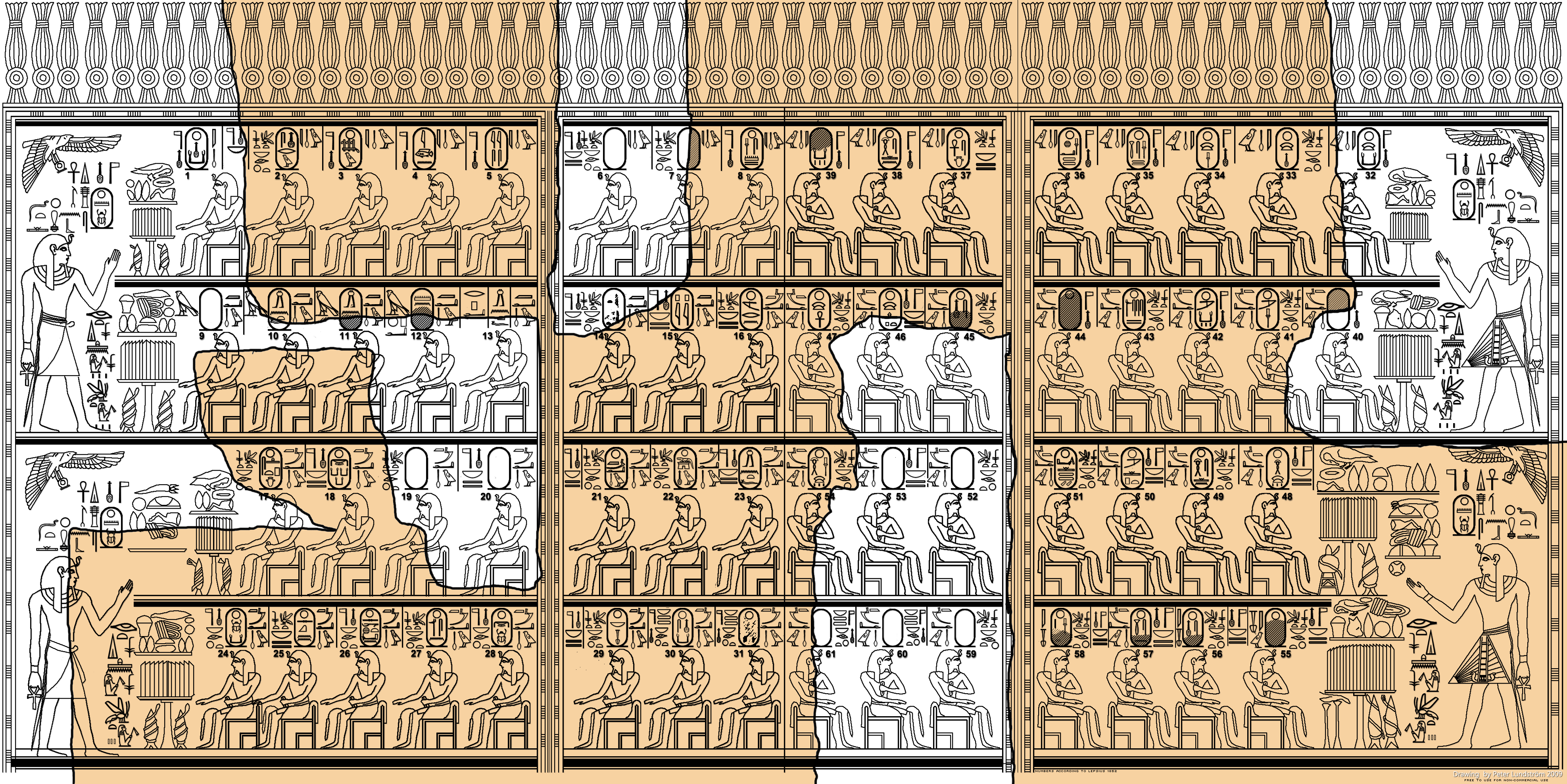
Umzeichnung der Königsliste von Karnak

Während des Neuen Reiches wurde in der 18. Dynastie unter Thutmosis III. im Karnak-Tempel in Theben die sogenannte Königsliste von Karnak angebracht, in welcher der Name von Merenre genannt wird. Im Gegensatz zu anderen altägyptischen Königslisten handelt es sich hierbei um keine vollständige Auflistung aller Herrscher, sondern um eine Auswahlliste, die nur diejenigen Könige nennt, für die während der Regierungszeit von Thutmosis III. Opfer dargebracht wurden. Es existierte also noch 800 Jahre nach seinem Tod ein Opferkult für Merenre.